# Metacrangon similis
Metacrangon similis is een garnalensoort uit de familie van de Crangonidae. De wetenschappelijke naam van de soort is voor het eerst geldig gepubliceerd in 1997 door Komai.